# Мекерстук
Мекерстук (Меккерстук, Микерстук) — река в России, протекает в Крымском районе Краснодарского края. Устье реки находится по правому берегу реки Гечепсин. Длина реки — 16 км, площадь водосборного бассейна — 13,7 км².
Название реки имеет адыгейское происхождение (адыг. Мыекутыкъ), предположительно от адыг. мые, адыг. куу и адыг. тукъ, то есть «Яблоневый глубокий кут».

## Данные водного реестра
По данным государственного водного реестра России относится к Кубанскому бассейновому округу, водохозяйственный участок реки — Варнавинский Сбросной канал. Речной бассейн реки — Кубань.
Код объекта в государственном водном реестре — 06020002012108100006115.